# 埃蒂斯維爾

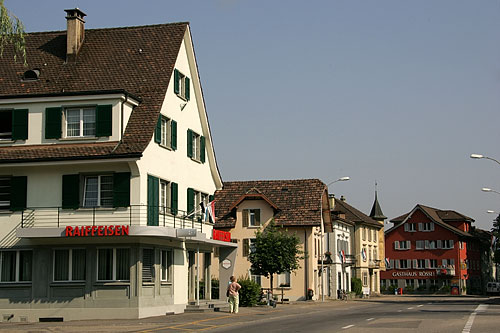

埃蒂斯維爾是瑞士的城鎮，位於該國中部，由琉森州負責管轄，面積12.57平方公里，七成半土地是農業用地，海拔高度518米，2011年人口2,431，人口密度每平方公里193人。